# آنه بوهمی
آنه بوهمی (انگلیسی: Anne of Bohemia؛ ۱۱ مه ۱۳۶۶ – ۷ ژوئن ۱۳۹۴ (۲۸سال)) ملکه هم‌نشین انگلستان و سیاستمدار اهل پادشاهی بوهم بود. آنه نخستین همسر ریچارد دوم محسوب می‌گردید. انتساب وی به دودمان لوکزامبورگ و دختر بزرگ کارل چهارم، پادشاه بوهم از همسر وی، الیزابت پومرانیا بود. مرگ وی در اوج جوانی و سن ۲۸ سالگی، به واسطهٔ بیماری طاعون نسبت داده می‌شد.
آنه ۴ برادر داشت؛ از جمله، زیگیزموند، امپراتور مقدس روم. وی یک خواهر کوچک‌تر از خودش نیز داشت که مارگارت بوهمی بود. او همچنین از ازدواج‌های قبلی پدرش، ۵ خواهر و برادر ناتنی داشت که از میان آنها، مارگارت بوهمی، ملکه مجارستان از همه مشهورتر است. آنه عمدتاً در قلعه پراگ بزرگ شد و بیشتر اوقات وی در آن زمان به مراقبت  از برادرش، ونتسل چهارم پادشاه بوهم گذشت. آنه بوهمی در کنار همسرش در کلیسای وست‌مینستر به خاک سپرده شد. در سال ۱۳۹۵ میلادی، ریچارد برنامهٔ یک بنای یادبود مشترک را برای خود و آنه تدارک دید که تا پیش از آن معمول نبود و گونه‌ای نوآوری محسوب می‌گردید و نخستین مرتبه بود که یک مقبره مضاعف برای تدفین سلطنتی سفارش داده شد. 
این مقبره مشترک امروزه دچار آسیب شده و کتیبه‌ای که بر روی مقبره او نوشته‌شده، وی را از نظر زیبایی اندام و چهره، می‌ستاید. هنگامی که مقبره آنه در سال ۱۸۷۱ بازگشایی شد، کشف شد که بسیاری از استخوان‌های وی از طریق سوراخ کنار تابوت به سرقت رفته است.